# Jewgienij Cymbał
Jewgienij Wasiljewicz Cymbał ros. Евгений Васильевич Цымбал (ur. 5 września 1949 w Jejsku) – rosyjski reżyser, scenarzysta i aktor. 

## Życiorys
W 1971 ukończył studia socjologiczne na uniwersytecie w Rostowie n. Donem. Po ukończeniu studiów podjął pracę naukową, którą przerwał w 1974. Przeniósł się do Moskwy, gdzie rozpoczął pracę w Mosfilmie, początkowo na stanowisku administracyjnym, a czasem jako asystent reżysera i drugi reżyser. Współpracował z Andriejem Tarkowskim przy realizacji filmu Stalker. W 1981 zadebiutował na ekranie jako aktor - w filmie Rodnia Nikity Michałkowa. 
W 1984 Cymbał podjął studia reżyserskie, w klasie Eldara Riazanowa. Współpraca ze znanym reżyserem spowodowała, że Cymbał zagrał kilka niewielkich ról w filmach Riazanowa (Gorzki romans, Zapomniana melodia na flet).
W 1988 Cymbał zadebiutował jako samodzielny reżyser. Jego pierwszy film Obrońca Siedow, na motywach powieści Ilji Zwieriewa przyniósł reżyserowi uznanie na arenie międzynarodowej, w tym nagrodę BAFTA dla najlepszego filmu krótkometrażowego roku.
W 1989 Cymbał wyjechał do Stanów Zjednoczonych, gdzie brał udział w warsztatach Roberta Redforda w Sundance Institute. Wkrótce potem powstał drugi film Cymbała „Opowieść niezgaszonego księżyca”, na motywach powieści Borysa Pilniaka. Po rozpadzie ZSRR i kryzysie Mosfilmu, Cymbał wyjechał na staż do Szwecji i poświęcił się realizowaniu filmów dokumentalnych o słynnych radzieckich filmowcach: Dzidze Wiertowie i Andrieju Tarkowskim.

## Nagrody i wyróżnienia
- Nagroda BAFTA w 1988.
- Nagroda Nika (Rosyjskiej Akademii Filmowej) w 2002 i 2006.